# Hévíz
Hévíz je město v jihozápadním Maďarsku, ležící v okresu Keszthely v župě Zala. Žije zde 4 634 obyvatel.

## Poloha
Hévíz leží západně od Balatonu a severně od Kis-Balatonu, severozápadně od Keszthely, východně od Hévíz v okrese Keszthely v župě Zala asi 8 km od okresního města Keszthely ležícího u jezera Balaton , 36 km od župního města Zalaegerszeg a 220 km od hlavního města Budapešť.

## Historie
Historie místa sahá až do pravěku. Léčebné účinky lázní byly zřejmě známé již starým Římanům, což naznačují římské mince nalezené v jezeře. Během stěhování národů jej využívaly i slovanské a germánské kmeny.
První písemný záznam pochází z roku 1328, kdy je místo latinsky zmíněno jako Locus vulgariter Hewyz dictus (v překladu Místo obecně zvané Hewyz).

## Význam
Město je známé a významné jezerem Hévízi-tó, největším termálním jezerem v Evropě, používaným k lázeňským účelům.
Jezero o rozloze 4,4 hektarů je napájeno v hloubce 38 metrů termálním pramenem, obsahujícím sloučeniny síry, radia a nerostných látek, tak mohutným že celý obsah jezera se během 72 hodin zcela vymění. Voda je v zimě 23–25 °C teplá, v létě dosahuje až 33–36 °C a neustále proudí jednak pomalu zleva doprava a zároveň zdola nahoru, jelikož zde působí zdvih teplé vody a ochlazená klesá a odtéká.
Hévízské jezero vzniklo stejně jako Balaton před 20–22 tisíci lety.
Původ Hévízského jezera spadá do doby, kdy se formovaly čedičové vrchy v okolí Balatonu i samotný Balaton. Ke konci panonského období se totiž v dnešním Zadunají utvářely vulkány. V důsledku sopečné činnosti nejprve vytryskly na povrch horké prameny, jako například pramen Őshévíz. Archeologické objevy svědčí o tom, že tato oblast byla osídlena již na konci doby kamenné. Krom toho se nám z různých období dochovala celá řada legend o léčivých účincích zdejších vod.
Podle památek z dob starověkého Říma se v místě dnešního Hévízu nacházela osada již před 2 000 lety, co je však ještě překvapivější, je skutečnost, že podle vzorků vody odebraných po objevení pramenné jeskyně bylo stáří studené vody z pramene stanoveno na 8 000 let, zatímco v případě teplé léčivé vody až na 12 000 let.

## Co vidět v Hévízu
Římské dědictví
Kostel z doby Arpádovců ze 13. století
Kostel Nejsvětějšího Srdce Ježíšova
KALVÍNSKÝ A EVANGELICKÝ KOSTEL
Nejnovější hévízský kostel je pojmenován podle ikony Matky Boží „Životodárný pramen“.
Římskokatolický kostel Ducha svatého
Flavius a jeho chůva
Suchý Kneippův chodník
Socha psa aneb plastika Brána domova
Socha srny
Muzeum Egregy
Pěší stezka „Věky a vína“
Nejbližší římské památky – Fenékpuszta neboli Valcum
Hlavní vchod do Jezerních lázní, sochy cherubínů
Promenáda Dr. Vilmose Schulhofa, historické budovy z 19. století
Náměstí Festeticsů, 3D model Jezerních lázní
Farmářské trhy Hévíz
Vinice Egregy
NAUČNÁ STEZKA A BĚŽECKÝ - OKRUH LEKNÍN (TAVIRÓZSA) Rozhledna v korunách stromů

## Galerie

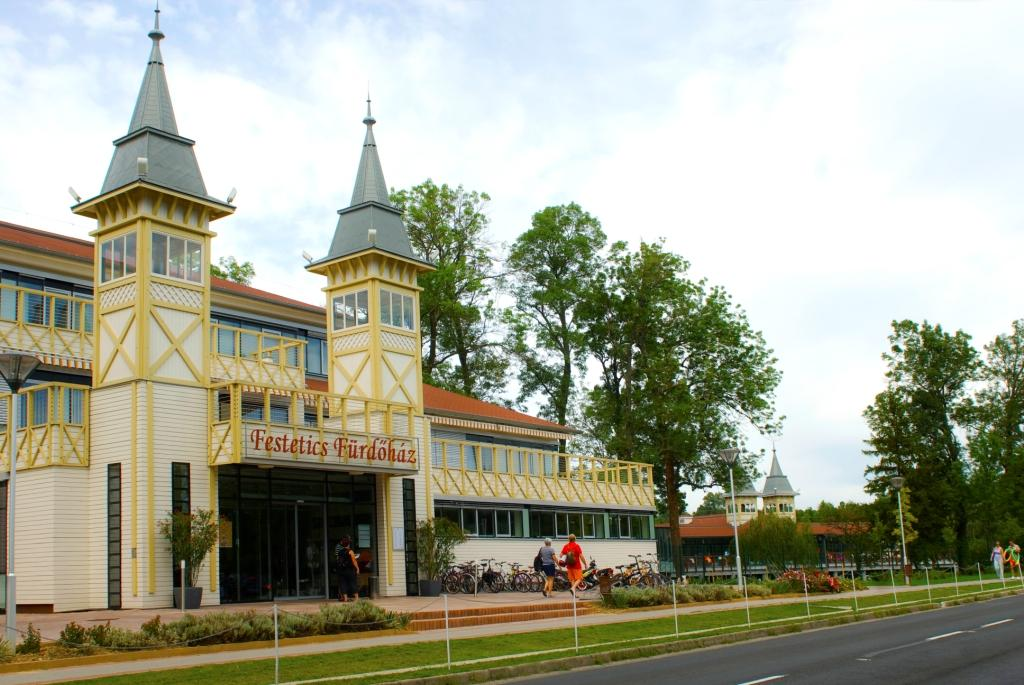
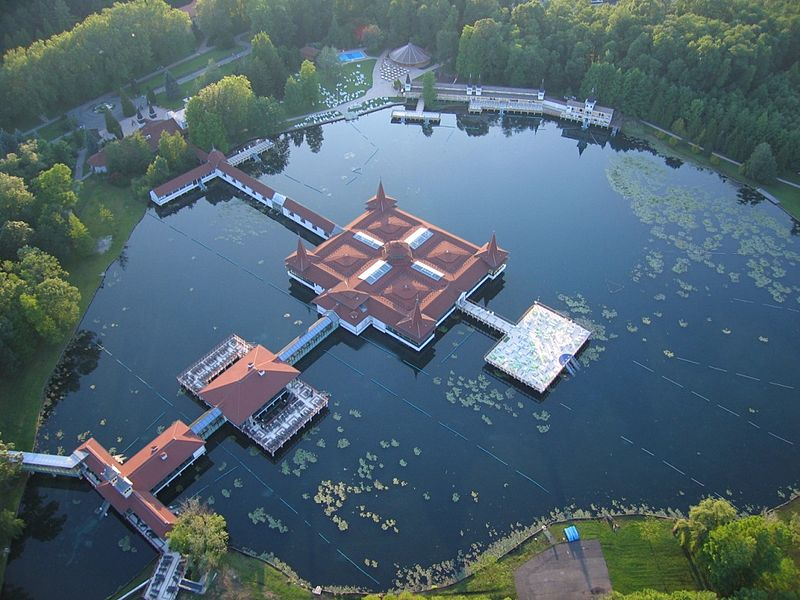
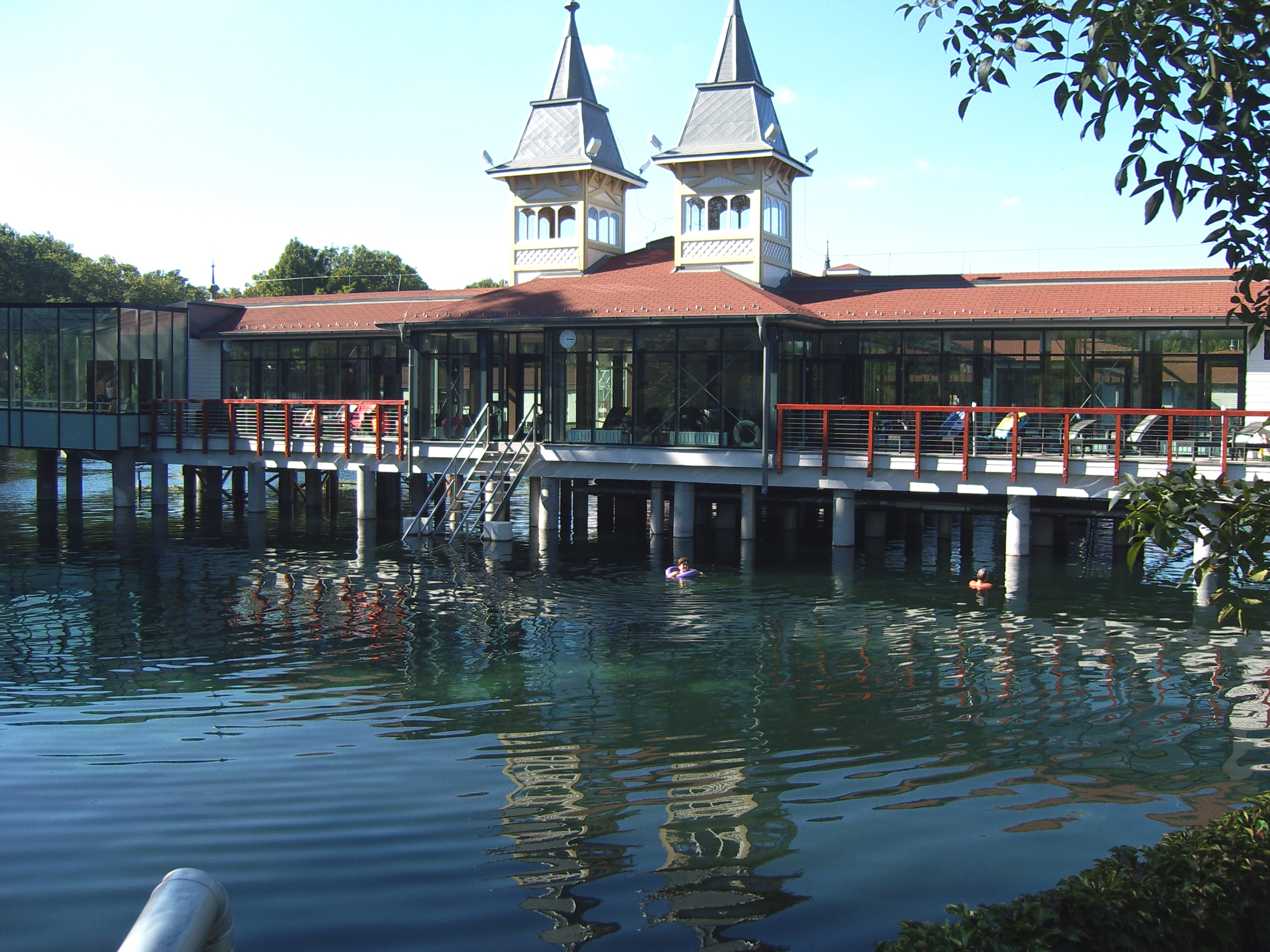
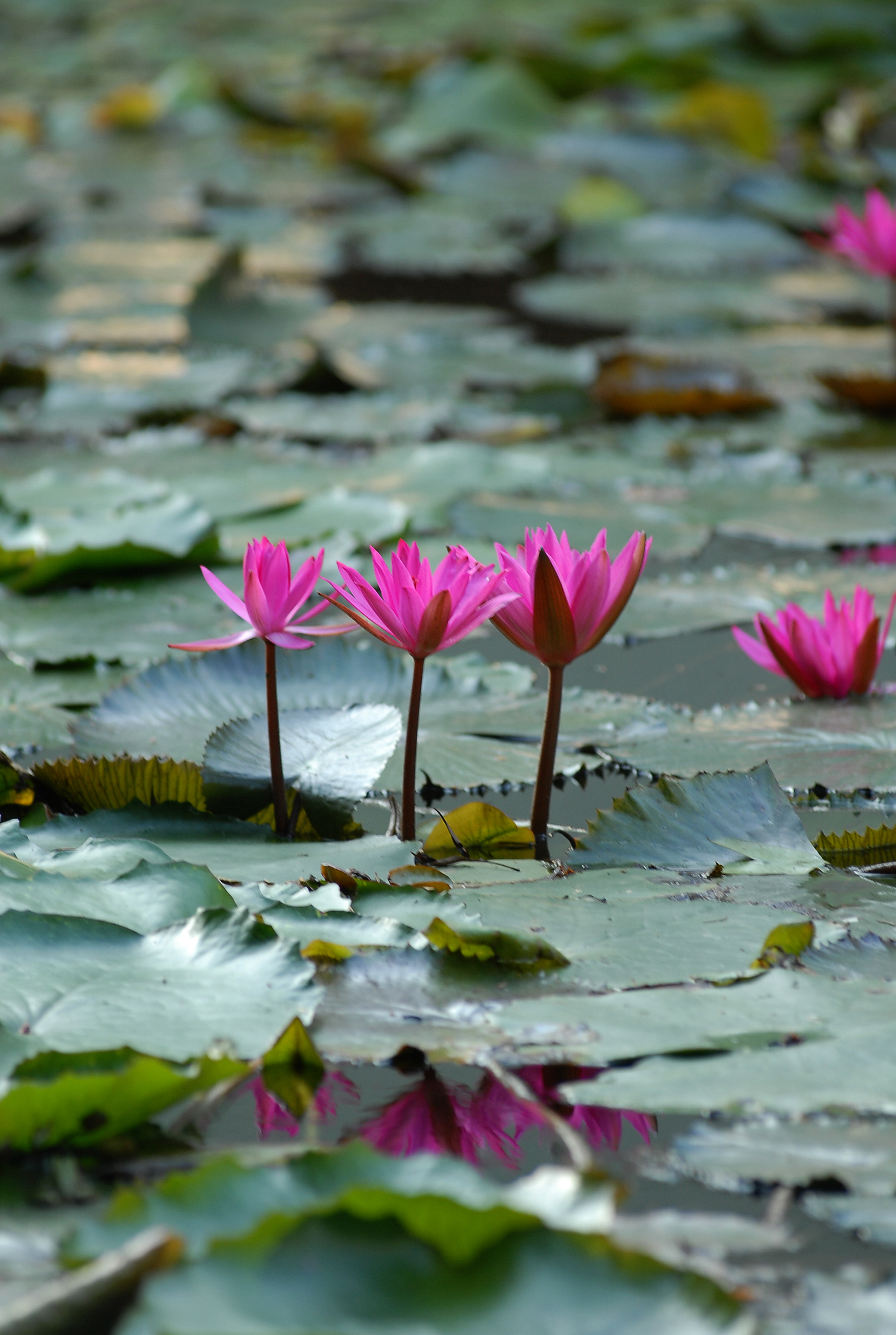
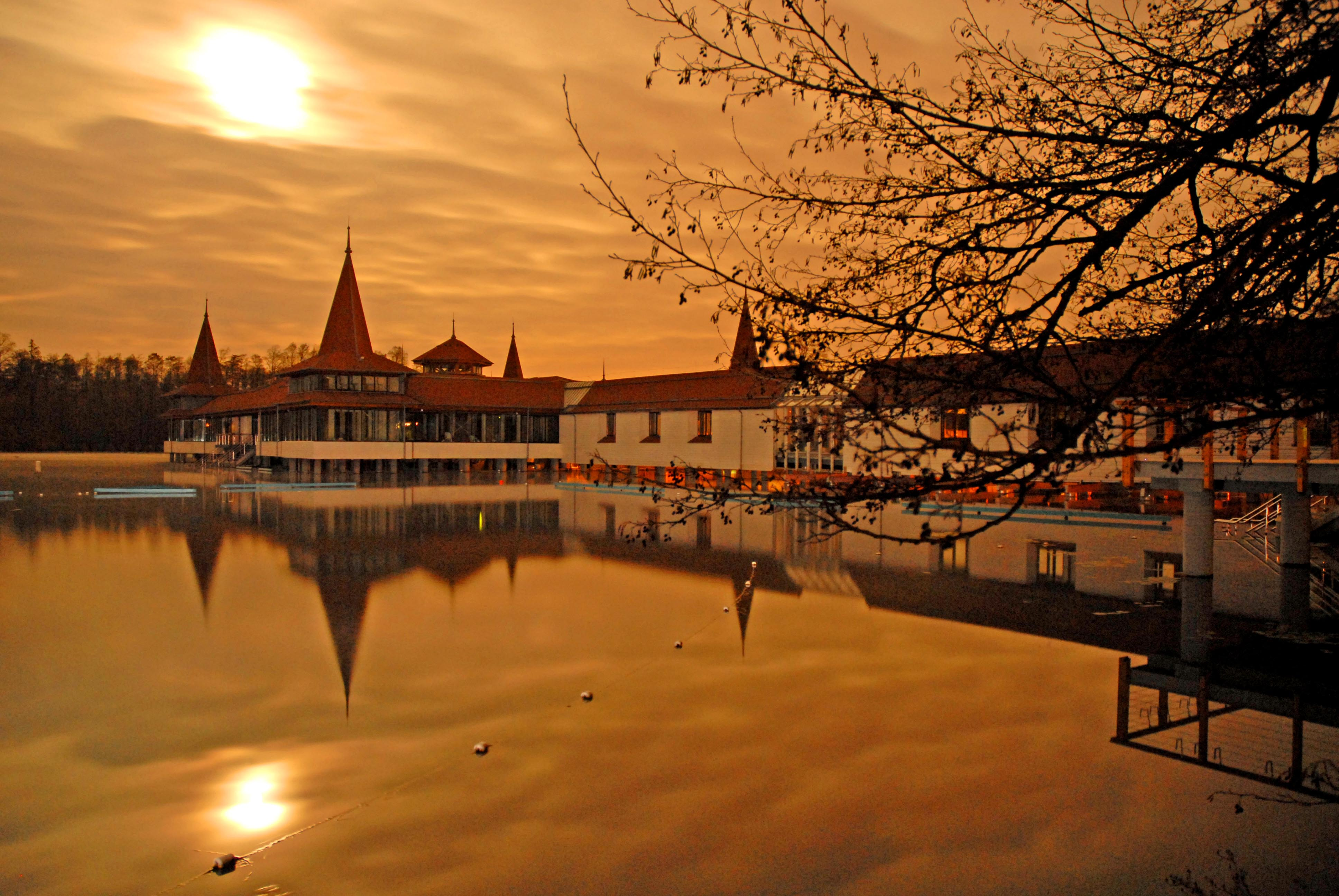
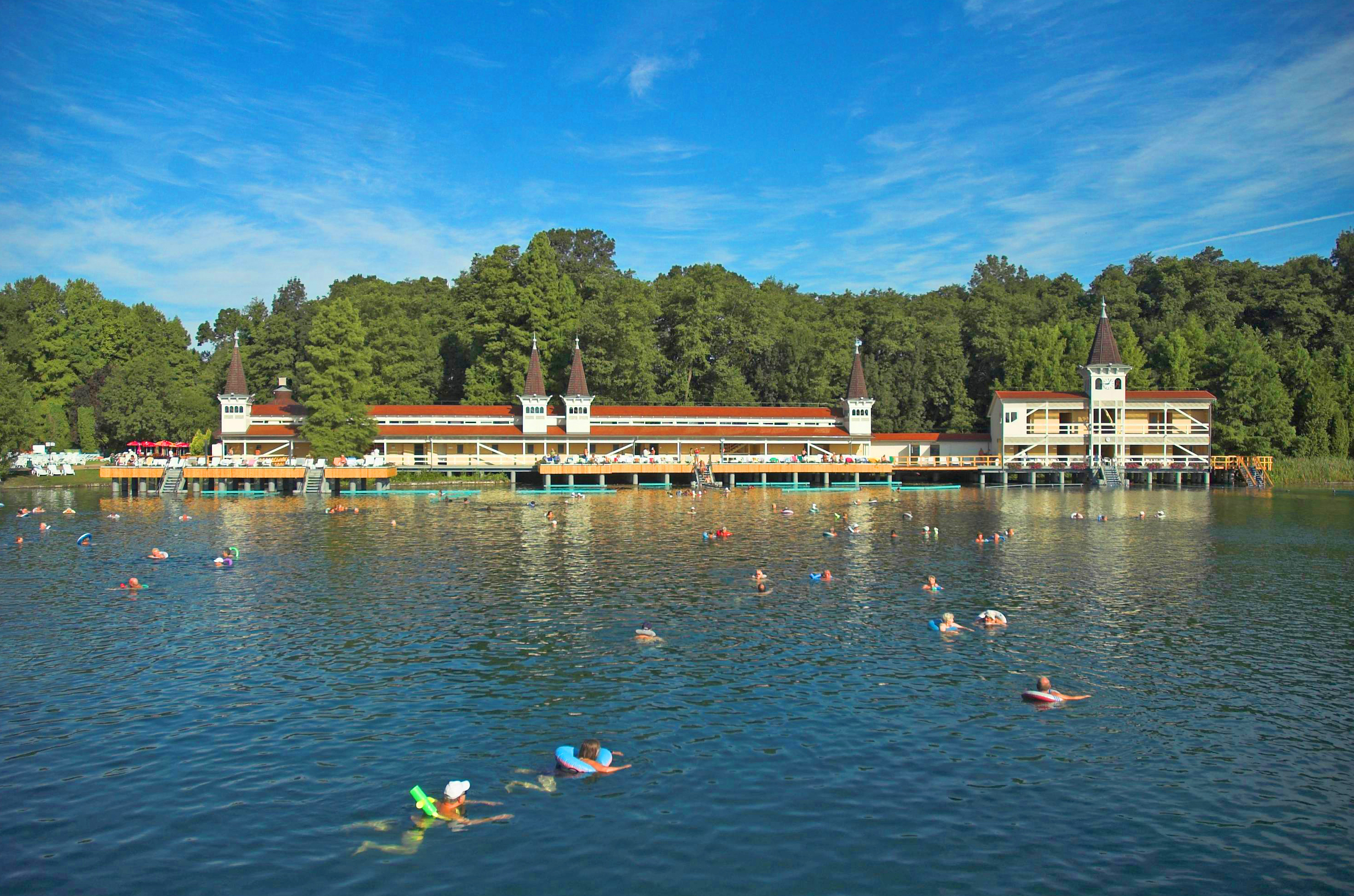
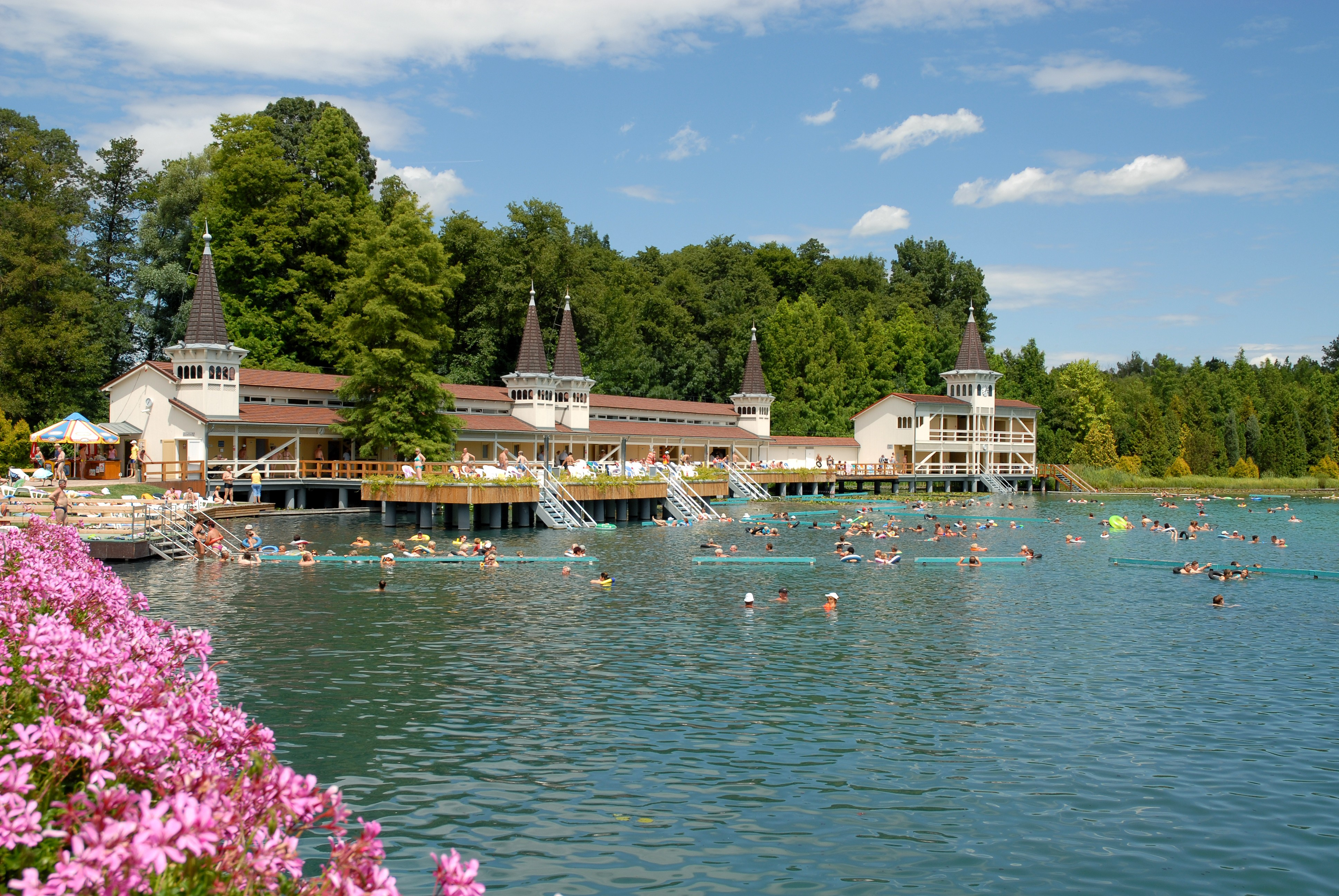
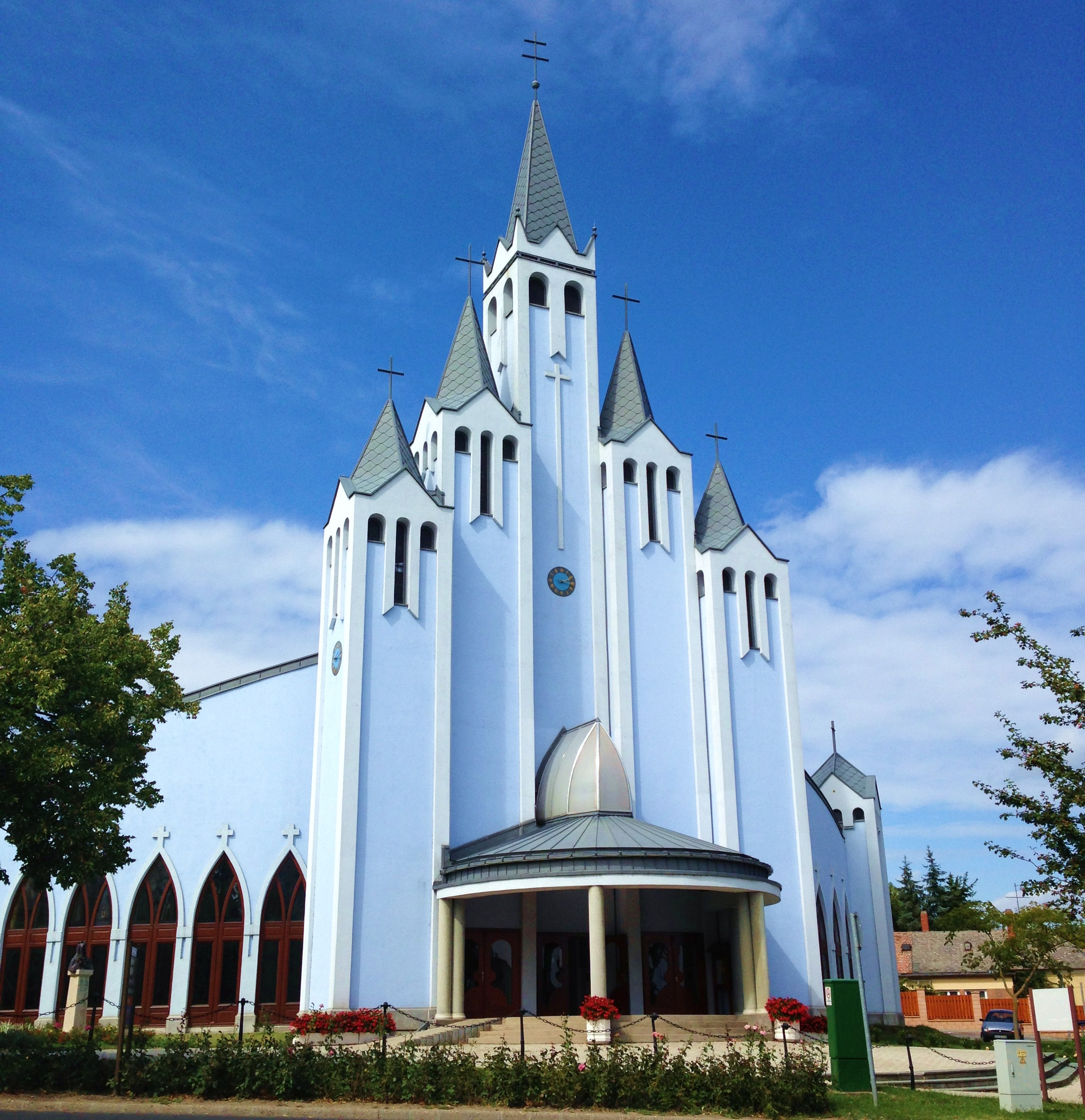

## Doprava
Poblíž města se nachází mezinárodní letiště Hévíz–Balaton a silnice č. 760.

## Partnerská města
- Pjatigorsk, Rusko
- Kuej-lin, Čína
- Čazma, Chorvatsko
- Šarm aš-Šajch, Egypt
- Ustrzyki Dolne, Polsko
- Fethiye, Turecko
- Pfungstadt, Německo
- Herbstein, Německo